# Burg Rambures
Die Burg Rambures (französisch Château de Rambures) in der gleichnamigen Ortschaft ist eine der seltenen gut erhaltenen Burganlagen des Mittelalters in Frankreich. Erbaut wurde sie im 15. Jahrhundert aus Ziegelstein und gilt als Meisterwerk der mittelalterlichen Verteidigungsarchitektur. Sie wurde mehrmals belagert, aber nie eingenommen. Ihre Außenmauern sind noch im Originalzustand erhalten. Die Anlage steht seit dem 23. Februar 1927 als Monument historique unter Denkmalschutz und ist die meistbesuchte Burg im Département Somme.

## Lage
Die Niederungsburg steht in der gleichnamigen Gemeinde Rambures im Département Somme in der Region Picardie nur wenige Kilometer südlich von Abbeville und einige Kilometer nördlich des Tals der Bresle. Sie liegt im Norden Frankreichs etwa 20 Kilometer östlich der Küste des Ärmelkanals.

## Geschichte
Die Geschichte der Burg Rambures und ihrer Besitzer ist eng mit der Geschichte des Hundertjährigen Krieges und der Eroberung der Picardie durch den Herzog von Burgund verbunden. David de Rambures fand mit dreien seiner Söhne in der Schlacht von Azincourt 1415 den Tod und wird als Lord Rambures sogar in Shakespeares Drama Heinrich V. erwähnt. Die Schlacht überlebte allein André de Rambures (um 1395–1449), der mit dem Dauphin, dem späteren Karl VII., weiterhin die Engländer bekämpfte.
Im Jahr 1423, drei Jahre nach dem Abkommen von Troyes, eroberte Philipp der Gute, Herzog von Burgund, mit Hilfe der Engländer die Burg Rambures. André de Rambures wurde 1430 nach der erfolgreichen Belagerung Aumales durch den Grafen von Suffolk als Hauptmann der dortigen Burg gefangen genommen. Er blieb zehn Jahre in der Gefangenschaft der Engländer, die er in England verbrachte. Während dieser Zeit eroberte Charles Desmarets, ein militärischer Befehlshaber des Königs von Frankreich, die Burg Rambures von den Engländern zurück und machte sie zur Ausgangsbasis für weitere Angriffe auf die Engländer in Dieppe. Gegen Lösegeld kam André de Rambures 1440 aus englischer Gefangenschaft frei und beteiligte sich weiterhin am Kampf gegen die Engländer.
Die Burg in ihrer heutigen Form entstand zur Zeit André de Rambures’ und seines Sohnes Jacques, der 1461 von Ludwig XI. zum Sprecher bei Karl dem Kühnen ernannt wurde. Die Fertigstellung der Anlage wird auf 1470 datiert. 1472 unterwarf sich Jacques de Rambures dem burgundischen Herzog Karl, der drei Monate in Rambures verweilte.

### Besitzer und Eigentümer
Die Herrschaft Rambures wurde durch Erbe und Heirat seit dem 11. Jahrhundert unter den Nachfahren der Familie de Rambures weitergereicht.
Die Liste der Besitzer von Rambures lautet wie folgt:
Seigneurs de Rambures
- Asson (11. Jahrhundert)
- David (bis 1103), Sohn von Asson
- Jean (12. Jahrhundert), Sohn Davids; verheiratet mit Hawise de Bournonville
- Robinet, Sohn Jeans; verheiratet mit Yde aus dem Haus Melun
- Jean, Sohn Robinets; verheiratet mit Adeline
- Hugues (bis nach 1356), Sohn Jeans; verheiratet mit Jeanne de Drucat
- Jean (bis 1405), Sohn Hugues’, Gouverneur von Arras; in zweiter Ehe verheiratet mit Jeanne de Berny, starb beim Angriff auf Château de Mercq
- André genannt Andrieux (bis 1405), Sohn Jeans, Capitaine von Boulogne-sur-Mer und Gravelines, Gouverneur der Provinz Westflandern; verheiratet mit Jeanne de Bregny, starb beim Angriff auf Château de Mercq. Es gab mindestens drei Söhne aus dieser Verbindung: David sein Nachfolger, Philippe et Florent.
- David de Rambures (1364 bis 1415), Sohn Andrés, Großmeister der Armbrustschützen seit 1411; verheiratet mit Catherine d’Auxy, begann 1412 mit dem Bau der Burg in der heutigen Form. Durch seinen Tod in der Schlacht von Azincourt, gemeinsam mit dreien seiner Söhne, wurde der Bau der Burg unterbrochen.
- André de Rambures (um 1395 bis 12. August 1449), Sohn Davids; verheiratet mit Péronne de Créquy, im Jahr 1429 kommandierte er eine Kompanie bei Orléans, wo er auf Jeanne d’Arc traf; er starb bei der Belagerung von Pont-Audemer.
- Jacques de Rambures (um 1428 bis nach 1488), Sohn Andrés; verheiratet mit Marie Antoinette de Berghes Saint-Winoch, er beendete den Bau der Burg im Jahr 1470.
- André (bis nach 1512), Sohn Jacques’, Ratgeber und Kammerherr des Königs, seit 1492 Seneschall und Gouverneur von Ponthieu, Großmeister des Wassers und des Waldes der Picardie; verheiratet mit Jeanne de Halluin[4]
- Jean (1500 bis 1591); heiratete 1538 Claude de Bourbon-Vendôme, dame de Ligny, nur wenig später verheiratet in zweiter Ehe mit Françoise d’Anjou, comtesse de Dammartin[4]
- Charles (1572 bis 1633), Sohn Jeans<, 1589 am Sieg von Arques beteiligt, rettete 1590 in der Schlacht von Ivry das Leben seines Königs, Heinrich IV., der ihn als le brave Rambures (deutsch der tapfere Rambures) titulierte; heiratete 1620 Renée de Boulainvilliers, dame de Courtenay.[4]

Marquis de Rambures in direkter Linie
- Charles René (um 1622 bis 1671), comte de Courtenay, Sohn Charles’; Heirat mit Marie de Bautru im Jahre 1656.
- Louis Alexandre (1658 bis 1676), Sohn Charles Renés, colonel d’infanterie, starb im Alter von 18 Jahren ohne Nachkommen
- Charlotte de Rambures, Tante von Louis Alexandre und Schwester Charles Renés, erbte das Anwesen; mit ihrer Heirat im Jahr 1645 mit François de La Roche, marquis de Fontenilles, kam Rambures an die Familie Fontenilles.

Marquis de Rambures (Familie La Roche Fontenilles)
- François (bis 1728), Sohn; heiratete 1683 Marie Thérèse de Mesmes
- Louis Antoine (1696 bis 1755), Sohn François’, Maréchal de Camp; 1735 Heirat mit Élisabeth Marguerite de Saint-Georges de Vérac
- Antoine César (1746 bis 1764), Sohn Louis Antoines, Offizier der Infanterie
- Pierre Paul Louis (1755 bis 1833), Cousin Antoine Césars und Ur-Enkel François’ und Charlottes, 1791 Maréchal de Camp; Heirat mit Marie Claude Alexandrine Morard d’Arces, wanderte 1791 aus
- Adélaïde Honoré César (1786 bis 1868), Sohn Pierre Pauls und Marie Claudes; 1833 Heirat mit Charlotte Antoinette Thérèse Le Clerc de Juigné
- Léon Alexandre (1835 bis 1920), Sohn Adélaïde Honoré Césars und Charlotte Antoinette Thérèses; 1859 Heirat mit Marie-Thérèse de Chevigné
- Charles Antoine (1839 bis 1930), Bruder Léon Alexandres; 1864 Heirat mit Louise Amour Marie de Bouillé. Er und seine Frau waren der letzte Marquis und die letzte Marquise von Rambures.

Eigentümer in jüngerer Zeit
- Guy Le Tellier, comte de Blanchard (bis 1969), Großneffe Charles Antoines; erbte die Burg 1930
- Charles Henri Le Tellier de Blanchard de La Roche-Fontenilles, comte de Blanchard, Sohn Guys; verheiratet mit Hélène Brosset. Sie haben zwei Kinder Guillaume (1973) und Aurélia-Henriane (1976).

## Architektur und Park

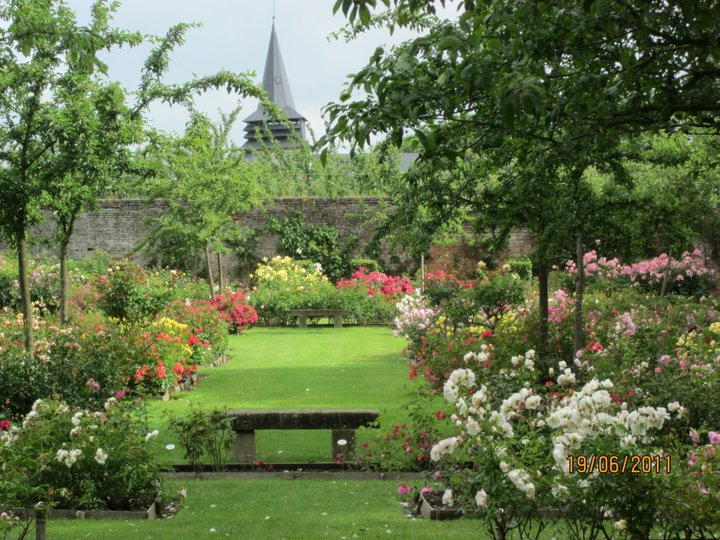
Rosengarten mit Blick auf die Kirche

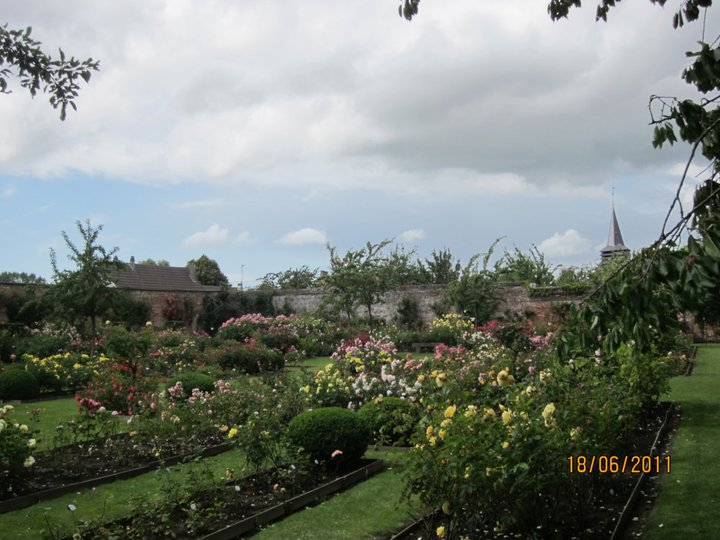
Rosenbeete im Garten von Burg Rambures

Die mittelalterliche Burg besitzt einen quadratischen Grundriss. Ihr Mauerwerk besteht komplett aus Ziegelsteinen. Diese wurden im 15. Jahrhundert als moderner Baustoff verwendet, um besser gegen Artilleriebeschuss gewappnet zu sein. In jeder Ecke des Quadrats steht ein Rundturm mit einem Treppenhaus.
Zur Burg gehört ein großer Park, der als jardin remarquable ausgezeichnet ist. Bemerkenswert sind der Rosengarten und ein mehr als 200 Jahre alter Sequoiabaum, ein Mitbringsel aus dem Amerikanischen Unabhängigkeitskrieg von 1787.